# صندوق استقبال البريد

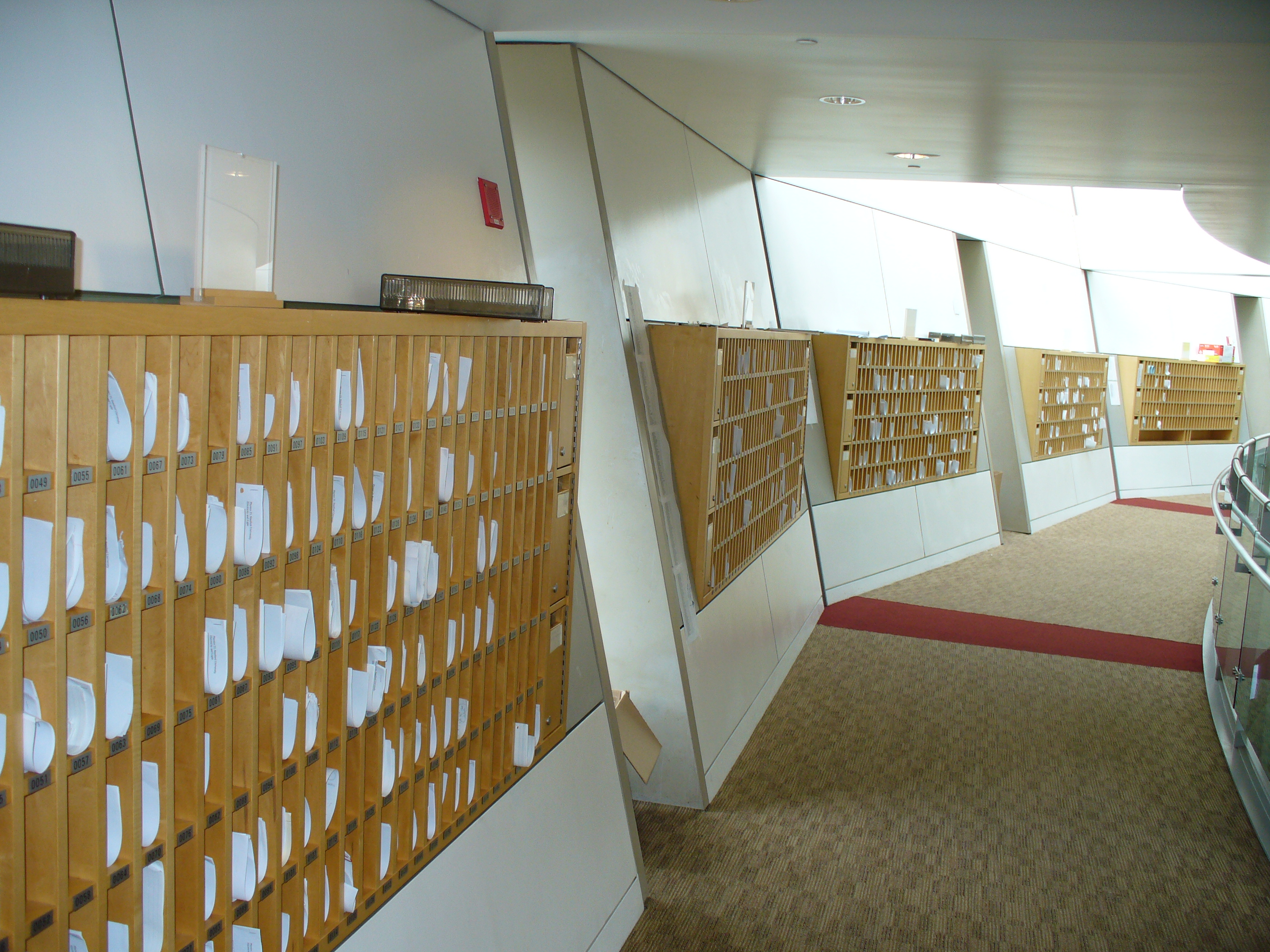
صناديق استقبال البريد في جامعة ستانفورد

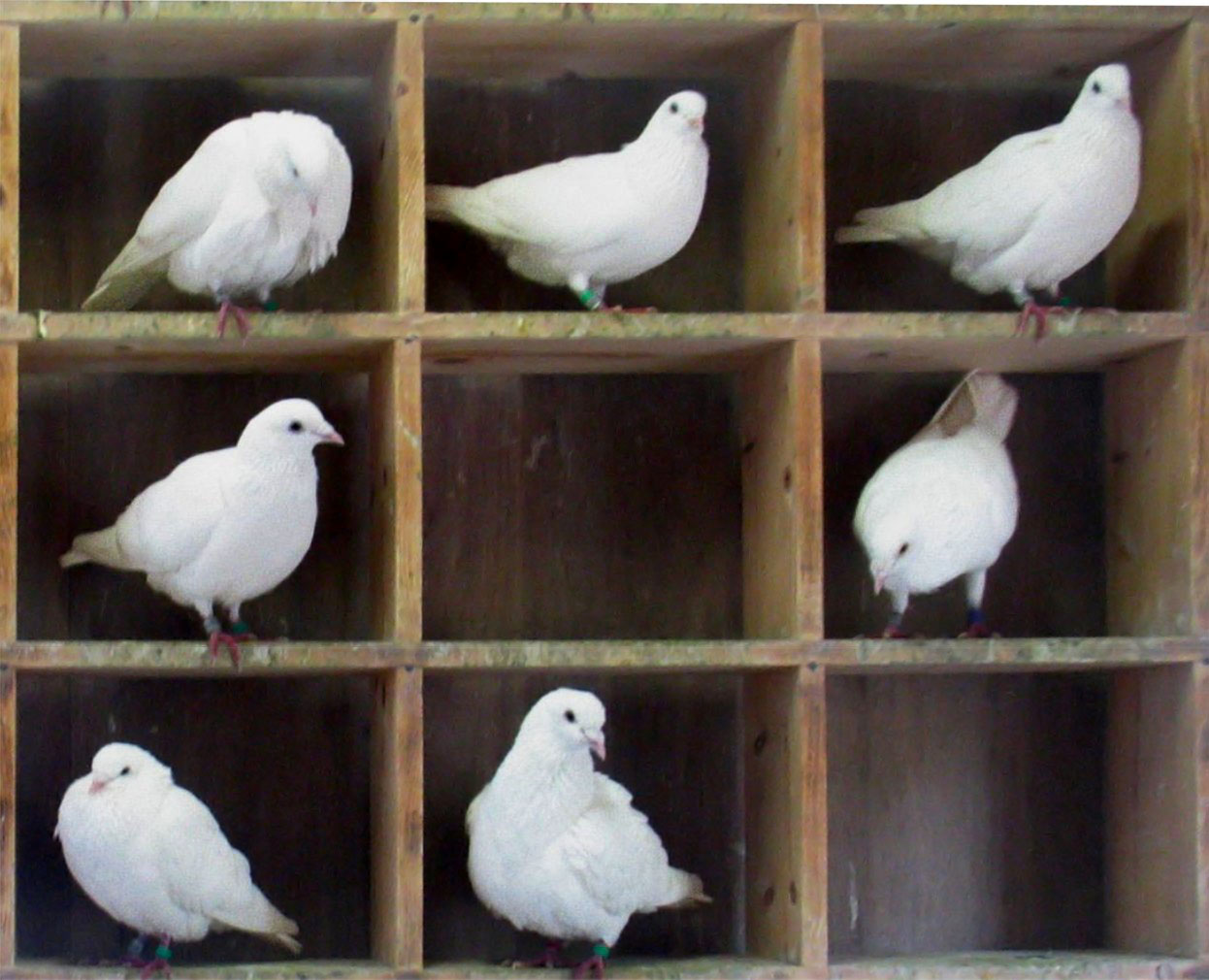
الاسم مستلهم من: الحمام الزاجل واقف في الحجيرات

صندوق استقبال البريد (pigeon-hole messagebox) (المشار إليه عمومًا باسم كوة البريد أو عين البريد أو كبيهول (تُختصر في الغالب إلى "كبي") أو ببساطة صندوق البريد في بعض الأماكن الأكاديمية أو المكاتب) هو نظام بريد داخلي يُستخدم عمومًا في التواصل في المؤسسات وأماكن العمل والمؤسسات التربوية في المملكة المتحدة ودول أخرى. تُوضع المستندات والرسائل في صندوق بريد الشخص ليتسلمها؛ ويمكنه الرد عليها من خلال وضع الجواب داخل صندوق استقبال البريد الخاص بالراسل.
يأتي الاسم (pigeon-hole messagebox) من الشبه في الشكل مع الحجيرات المستخدمة في سباق الحمام الزاجل للاحتفاظ بالحيوانات أثناء نقلها.
يُستخدم الكبيهول في مؤسسات التعليم قبل المدرسي ورياض الأطفال الأمريكية كأماكن لحفظ حقائب الظهر وصناديق الغداء والسترات.
وفي المؤسسات الكبيرة، يقوم موظف البريد بتوصيل البريد إلى صناديق استقبال البريد الخاصة بكل قسم من غرفة البريد.